# Politisk representation
För andra betydelser, se Representation.
Politisk representation innebär att en grupp personer kan välja ombud med politisk makt. Det är grunden för representativ demokrati.